# Kozí horka (vojenský újezd Libavá)
Kozí horka je vrchol s výškou 600 m n. m., který leží nad bývalou vesnicí Barnov, poblíže vesnice Spálov, na hranici vojenského újezdu Libavá. Kozí horku obtéká z východu Něčínský potok a ze západu Chudý potok. Na vrcholu Kozí horky (podobně jako v údolí Chudého potoka) jsou patrné zbytky osady zaniklého Barnova. Vstup na Kozí horku je veřejnosti běžně nepřístupný.

## Popis
Kozí horka má dva vrcholy se stejnou výškou 600 m n. m. Na vrcholu Kozí horky jsou louky a je zde výhled na okolní kopce a krajinu a také do údolí řeky Odry.

## Galerie

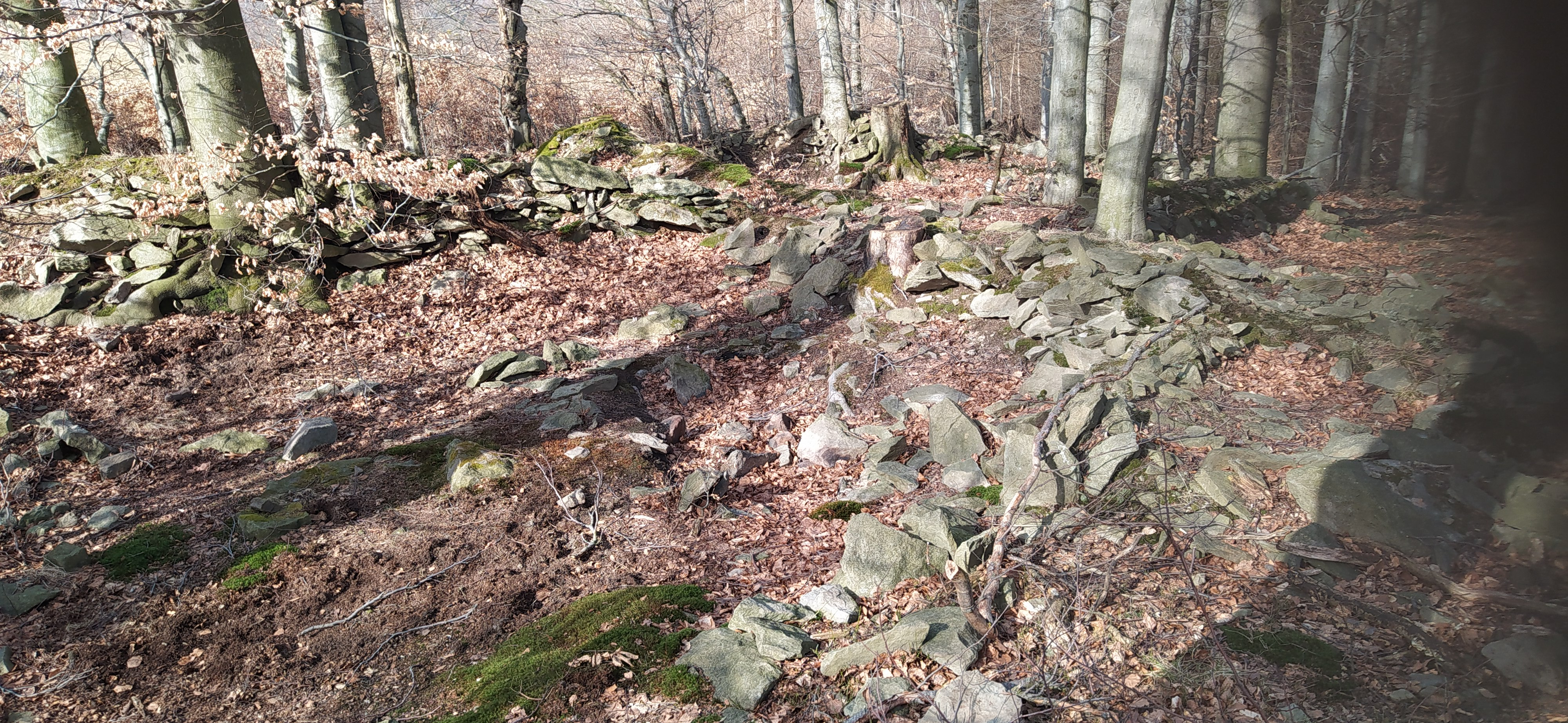
U prvního vrcholu - pozůstatky osady patřící k Barnovu
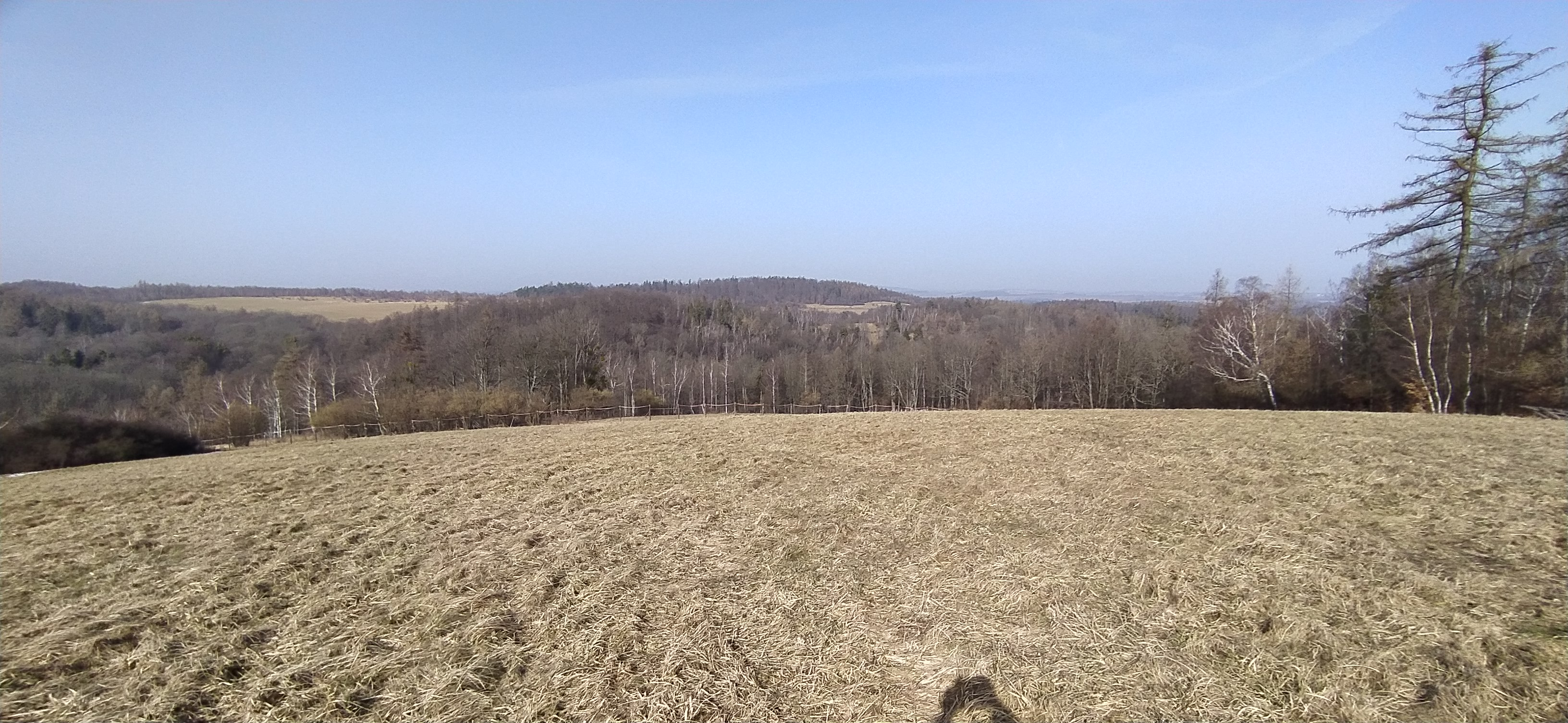
Na vrcholu - pohled na sousední vrchol Olověný vrch